# Deiby Flores
Deiby Aldair Flores Flores (San Pedro Sula, 1996. június 16. –) hondurasi válogatott labdarúgó, jelenleg a Fehérvár középpályása.

## Pályafutása

### Klubcsapatokban
Flores a hondurasi Motagua csapatának akadémiáján nevelkedett, valamint felnőtt labdarúgó-pályafutását is ebben a csapatban kezdte el. 2015 februárjában kölcsönvette őt az észak-amerikai labdarúgó-bajnokságban szereplő Vancouver Whitecaps csapata. 2021 és 2023 között a görög élvonalbeli Panaitolikósz csapatában negyvennyolc mérkőzésen két gólt szerzett. 2023 januárjában igazolta le őt a magyar élvonalbeli MOL Fehérvár.

### A válogatottban
Többszörös hondurasi korosztályos válogatott labdarúgó, tagja volt a 2015-ös U20-as labdarúgó-világbajnokságon szerepelt csapatnak. 2015 óta huszonhárom alkalommal lépett pályára a hondurasi felnőtt válogatottban, tagja volt a 2021-es CONCACAF-aranykupán negyeddöntős csapatnak.